# Mosteiro do Pantocrator
Mosteiro do Pantocrator (em grego: Μονή Παντοκράτορος; romaniz.: Moní Pantokrátoros) é um mosteiro da Igreja Ortodoxa localizado no Monte Atos, Grécia.